# Porta Buland Darwaza
La Porta Buland Darwaza (literalment, 'porta alta'), o Porta de la Victòria, fou construïda l'any 1575 per l'emperador mogol Akbar per a commemorar la seua victòria sobre Gujarat. És l'entrada principal a la Jama Masjid de Fatehpur Sikri, a 43 km d'Agra, a l'Índia.
La Porta Buland Darwaza és un exemple important de l'arquitectura mogol. Mostra la sofisticació i les altures de la tecnologia de l'Imperi d'Akbar.

## Arquitectura

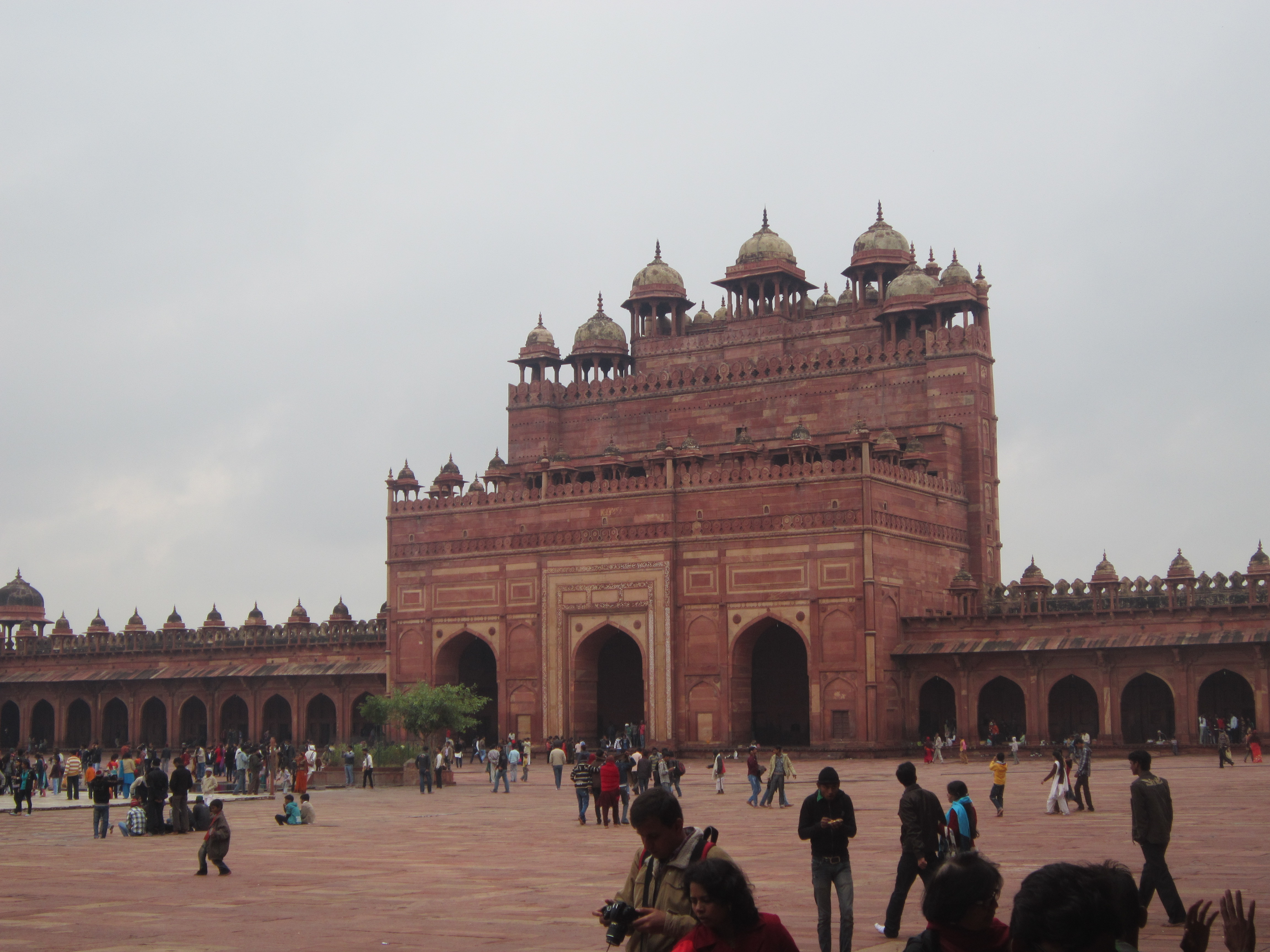
La part posterior de la Porta Buland Darwaza

La Porta Buland Darwaza és de pedra sorrenca vermella i brillant, decorada amb marbre blanc i negre i és més alta que el pati de la mesquita. La Porta Buland Darwaza és simètrica i està rematada per grans quioscs autònoms, així com galeries de vora de terrassa al terrat, merlets estilitzats d'escut, petites espires menors i incrustacions de marbre blanc i negre. A fora, un llarg tram d'esglaons baixa l'altell i dona alçada addicional a la porta. L'alçada total de l'estructura és d'uns 54 m des del nivell del terra. La porta de 15 pisos era l'entrada sud a la ciutat de Fatehpur Sikri. L'accés a la porta té 42 esglaons.
És de planta semioctogonal, amb dues ales més menudes de tres pisos en cada costat. Té tres quioscs al cim envoltats per tretze quiosquets amb cúpula més menuts. L'arc principal s'alça al bell mig de tres costats sortints i el remata una cúpula. L'arc central es divideix en tres nivells amb fileres d'arcs més petits.
La gran porta en si és senzilla. Els tres plafons horitzontals de pedra que es troben a Badshahi Darwaza també són ací. Les plaques de pedra vermella estan emmarcades en marbre blanc amb un adorn floral incrustat de marbre blanc a la part superior de l'arc i una roseta plana, centrada en el plafó estret de dalt, a banda i banda. L'ornament lobulat és sota la molla de l'arc. L'arc presenta tres obertures revestides de panells decoratius i superposades per altres tres obertures d'arc coronades amb una mitja cúpula.
Una inscripció persa a l'arc de l'est de la Porta Buland Darwaza documenta la conquesta d'Akbar d'Uttar Pradesh i la victòria a Gujarat el 1573. Una altra inscripció a la cara central descriu l'obertura religiosa d'Akbar.

## Inscripció
A la porta principal, hi ha una inscripció islàmica en persa diu: "Isa (Jesús), fill de Maria ha dit: El món és un pont, passa'l, però no hi construïsques cap casa. Qui espera un dia, pot esperar l'eternitat, però el món només dura una hora. Empra-la resant, perquè la resta és invisible".
Jesús hi aconsella als deixebles que no consideren el món com una llar permanent, perquè la vida humana és de curta durada.
Els versos de l'Alcorà s'han tallat en naskh al llarg de la part superior de l'estructura, i els va cal·ligrafiar Khwaja Hussain Chishti, deixeble del xeic Salim Chishti.

## Objectiu
La Porta Buland Darwaza no formava part del disseny originari de la Jama Masjid. Fou erigida per Akbar per a celebrar la seua conquesta de Gujarat al 1573.